# Falsificação

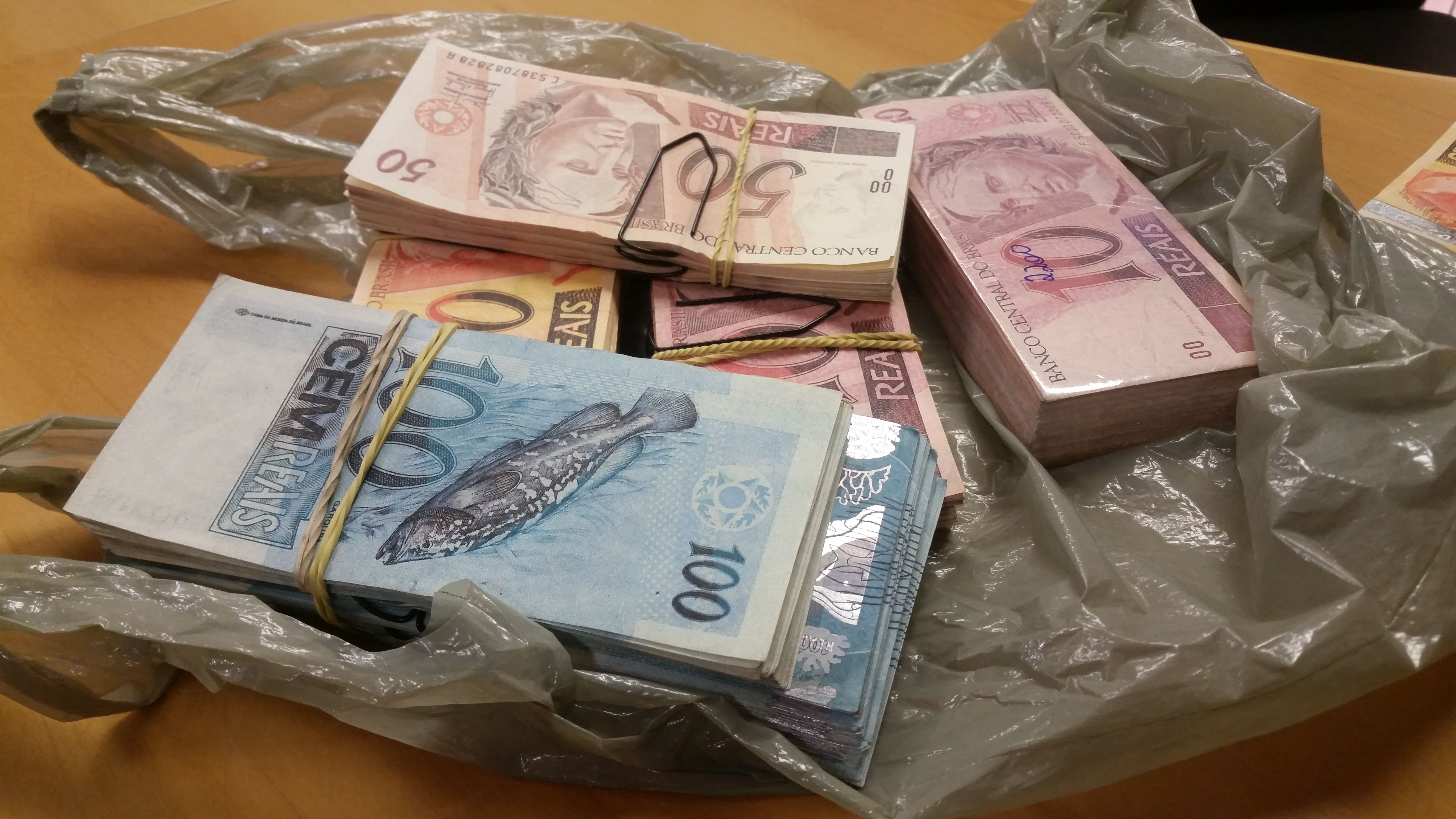
Cédulas de real falsas apreendidas pela Polícia Federal na Operação Inkjet 2 (Daniel Isaia/Agência Brasil)

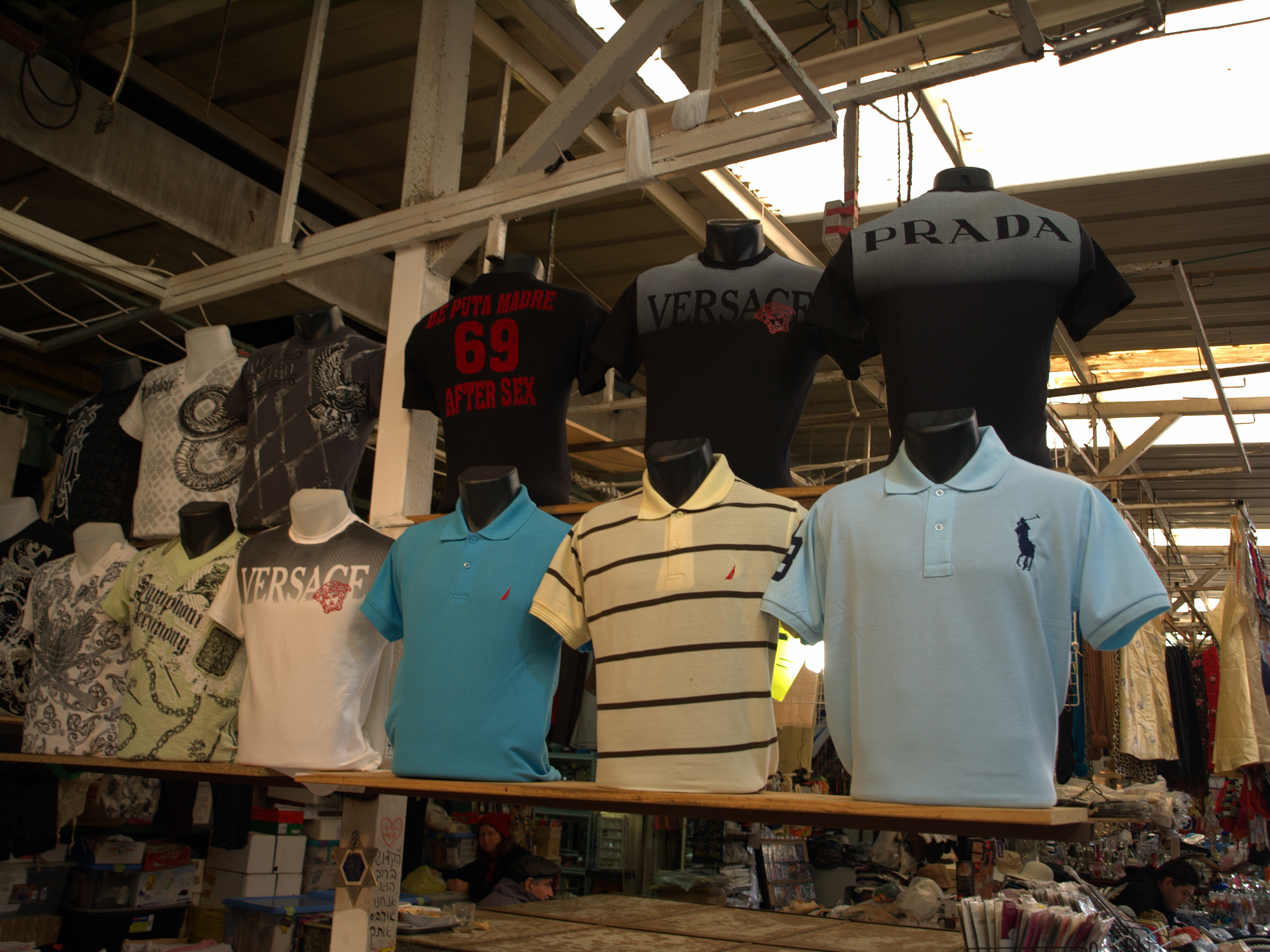
Camisetas falsificadas na Turquia.

Falsificação ou contrafeição é o ato de copiar ou reproduzir ou adulterar, sem autorização, documentos, produtos ou serviços, de forma a obter vantagem, geralmente econômica. Além do fato de driblar a boa-fé objetiva, a falsificação de produtos implica não pagamento de impostos para conquistar mercado consumidor a outro e protegida por direitos de marcas e patentes. Tal prática é conhecida como pirataria moderna.
Artigos e produtos constantemente falsificados incluem CDs, DVDs, uísque e bebidas caras, joias, selos, medicamentos, perfumes, roupas e acessórios de grife, artigos esportivos, obras de arte, entre outros. Além disso, no que diz respeito à falsificação, títulos de crédito, títulos da dívida pública, cheques e dinheiro (em moedas ou em cédulas) podem ser objeto do crime de falsificação.
O papel-moeda moderno é produzido de forma a incluir elementos que dificultam a falsificação do dinheiro, como marcas d'água e faixas holográficas. A nova família do real brasileiro incorpora tais medidas de segurança.  